# Grotte de la Lare
La grotte de la Lare est une cavité située sur la commune de Saint-Benoît dans le Massif du Pelat, département des Alpes-de-Haute-Provence.

## Spéléométrie
La dénivellation de la cavité est d'environ 74 m (-58 ; +16) pour un développement de 2 080 m.
La grotte, aussi appelée grotte de Saint-Benoît, comporte trois entrées : la grotte de la Lare, la grotte et la sortie des Perles.
De nombreuses grottes s'ouvrent dans le rocher de la Lare qui domine le Coulomp et le pont de la Reine-Jeanne. Il existe également des cavités non raccordées au réseau dont la grotte des Échelons, la grotte Micheline et le trou du Bœuf.

## Géologie
La cavité se développe dans les calcaires du Nummulitique (Éocène).

## Les incursions anciennes
Les hommes du Néolithique ont fréquenté la grotte, on note des traces d'incursions jusqu'à 288 m et 361 m de l'entrée. A la période historique, la grotte est visitée depuis longtemps comme l’indiquent de nombreux graffitis. Un graffiti de 1750 est signalé par Michel Siffre qui explore avec Marc Michaux la grotte des Perles, située en contrebas de la grotte de la Lare. « Les parois portent des inscriptions faisant état de visites lointaines (XVIIIe siècle) ». La date de 1574 a été gravée sur une paroi de calcite au fond de la grotte. Il existe une longue tradition des signatures et graffitis anciens des grottes, du XVIe au XXe siècle, qui atteste d'une grande fréquentation de la cavité. 
Henry et le sous-préfet se sont rendus dans la caverne de Saint-Benoît en 1817 comme l’atteste sa signature de Henry apposée au-dessus d’une date ancienne de 1649. « En 1872, Girard de Rialle, membre de la Société d’anthropologie de Paris, explore les grottes et y pratique, vraisemblablement les premières fouilles ». L'anthropologue Émile Rivière visite la grotte le 16 septembre 1872. L'entomologiste Paul de Peyerimhoff visite la grotte et écrit « c’est une grande excavation hantée par les chauves-souris, dont le guano s’accumule ». On note les visites de Michel Siffre le 29 juillet 1952 et de L. Barral et N. Rosatti le 20 avril 1953.

## Les visites savantes duXIXesiècle
Au début du XIXe siècle, le docteur Feraudy d’Annot remarque de nombreux ossements humains dans la grotte de la Lare et fait part de sa découverte à M. Rabiers-du-Villars, sous-préfet à Castellane, qui visite la grotte en compagnie de D.-J.-M. Henry. Ce dernier pense replacer le théâtre des "enfumades" pratiquées lors de la guerre ligustique par les Romains contre les peuplades celto-ligures. 
« L’historien Florus raconte que les Ligures de notre région, enfermés dans la grotte de Saint-Benoît, furent étouffés par des feux allumés devant l’ouverture en représailles d’une massacre perpétré sur les soldats du tribun Lucius Babius dans les gorges du Var (189 av. J.-C.). Les Vergunü furent soumis définitivement en 13 av. J.-C. ».
En fait, le matériel osseux est surtout constitué d’ossements animaux comme on en trouve ailleurs dans les cavernes à ossements. « Je crois cependant, qu’on ne peut faire que des conjectures sur la cause de la réunion de tant d’ossements ».

## Les fouilles archéologiques
L’anthropologue Emile Rivière découvre quelques objets archéologiques (poinçons en os, poteries) qu’il attribue au Néolithique. « Des fouilles anciennes (E. Rivière 1872) et récentes (Barral, 1953-1954) ont révélé des traces d’occupation néolithique essentiellement, ainsi que quelques céramiques de l’âge du Bronze et de la période romaine dans des niveaux de surface remaniés. ». 
Fouilles pratiquées par le Musée d’anthropologie préhistorique de Monaco en 1953 et 1954, en collaboration avec l’Association de Préhistoire et de Spéléologie de Monaco. « L’étude des poteries récoltées dans ce gisement néolithique, a permis de le classer dans le Chasséen final, avec un léger retard chronologique dû à la situation géographique de Saint-Benoît, éloigné des grandes voies de communication ».

## Les explorations récentes
Avant 2003, la grotte de la Lare n'est connue que par son long couloir fréquenté depuis des lustres.
Seuls un plan et une coupe du Musée d’anthropologie préhistorique de Monaco en 1953 attestent des parties connues de la grotte. En 2003 et 2004, la grotte de la Lare et ses conduits étroits de soutirage font l'objet d'un relevé topographique précis. Cette initiative permet la découverte de nouveaux conduits qui se développent sous la galerie principale de la Lare. Le 27 mars 2004, Camille et Philippe Audra et Jean-Yves Bigot relient la grotte de la Lare à celle des Perles pour former un système souterrain de plus de 2 080 m. En 2013, une escalade au fond de la grotte de la Lare permet d'ajouter plusieurs dizaines de mètres au développement, qui atteint dès lors plusieurs centaines de mètres.

## Un modèle karstologique
La grotte de la Lare est une ancienne émergence perchée (alt. 640 m) au-dessus de la vallée du Coulomp. Il s'agit d'une galerie en tube d’environ 3 m de diamètre et longue d’environ 400 m. La cavité est globalement horizontale, mais présente un profil en montagnes russes, avec une série de labyrinthes de petits conduits développés sous l’axe principal de la galerie principale. Ces petits conduits se développent sur une dénivellation de 50 m jusqu'à la grotte des Perles située en contrebas. Cette complexité apparente s’explique par un fonctionnement épinoyé des réseaux qui se caractérise par des tubes ou galeries en montagnes russes (galerie de la Lare) et des labyrinthes de soutirage (grotte des Perles) de plus petites sections.